# عقيل الظفيري
عقيل مشعل الظفيري لاعب كرة قدم سعودي ، يلعب كمدافع لعب سابقاً في نادي الباطن.